# MTJフィットネス
株式会社MTJフィットネス（エムティージェーフィットネス）は、茨城県土浦市に本社を置く、スポーツクラブ運営会社。THINKフィットネスの子会社。旧社名は株式会社ジョイフルアスレティッククラブ。

## 概要
地域住民の健康を考え地域密着型経営を推進するジョイフル本田の意向を受け、1985年4月にジョイフル本田荒川沖店の敷地内に第1号店である「ジョイフルアスレティッククラブ土浦」（茨城県土浦市）が最初にオープンした。2007年時点では土浦のほかに守谷（茨城県守谷市）、千葉ニュータウン（千葉県印西市）の3店舗を展開しいずれもジョイフル本田の店舗敷地内に立地する。
第1号店の土浦はスポーツクラブとしては茨城県内最大級の規模でありトレーニングジム、スタジオ、プール、テニスコート（屋外4面・屋内2面）の施設を有する。筑波スポーツ科学研究所が併設されている。
2021年3月1日付で、株式の67%が日本におけるゴールドジムの運営元である株式会社THINKフィットネスへ譲渡され、ジョイフルアスレティッククラブはTHINKフィットネスの子会社となったと同時に、商号を株式会社MTJフィットネスへ変更した。ジョイフル本田は残り33%の株式を継続保有する他、「ジョイフルアスレティッククラブ」の屋号も維持される。
THINKフィットネス傘下入り後は、3店舗共ゴールドジムの店舗としても運営している。

## レストラン
3店舗ともレストラン「ポセイドン」が併設されており（会員以外でも利用可）、メニューは健康に配慮していることをうたっている。2020年3月まではジョイフル本田千葉ニュータウン店内のビール醸造所で醸造したクラフトビールも出していた。